# Stone (massa)
O stone é uma unidade de massa usada somente no sistema imperial do Reino Unido, embora usada também por outros países da Commonwealth. É igual a 14 libras, ou seja 6,35029318 quilogramas, a que corresponde o peso aproximado de 62,3 newtons. Se abrevia st, e suas equivalências são:
- 98 000 grãos
- 3 584 dracmas avoirdupois
- 224 onças avoirdupois
- 14 libras avoirdupois
- 0,560 arrobas
- 0,14 quintais curtos
- 0,125 quintais longos

Oito stones são iguais a 1 quintal longo

## História

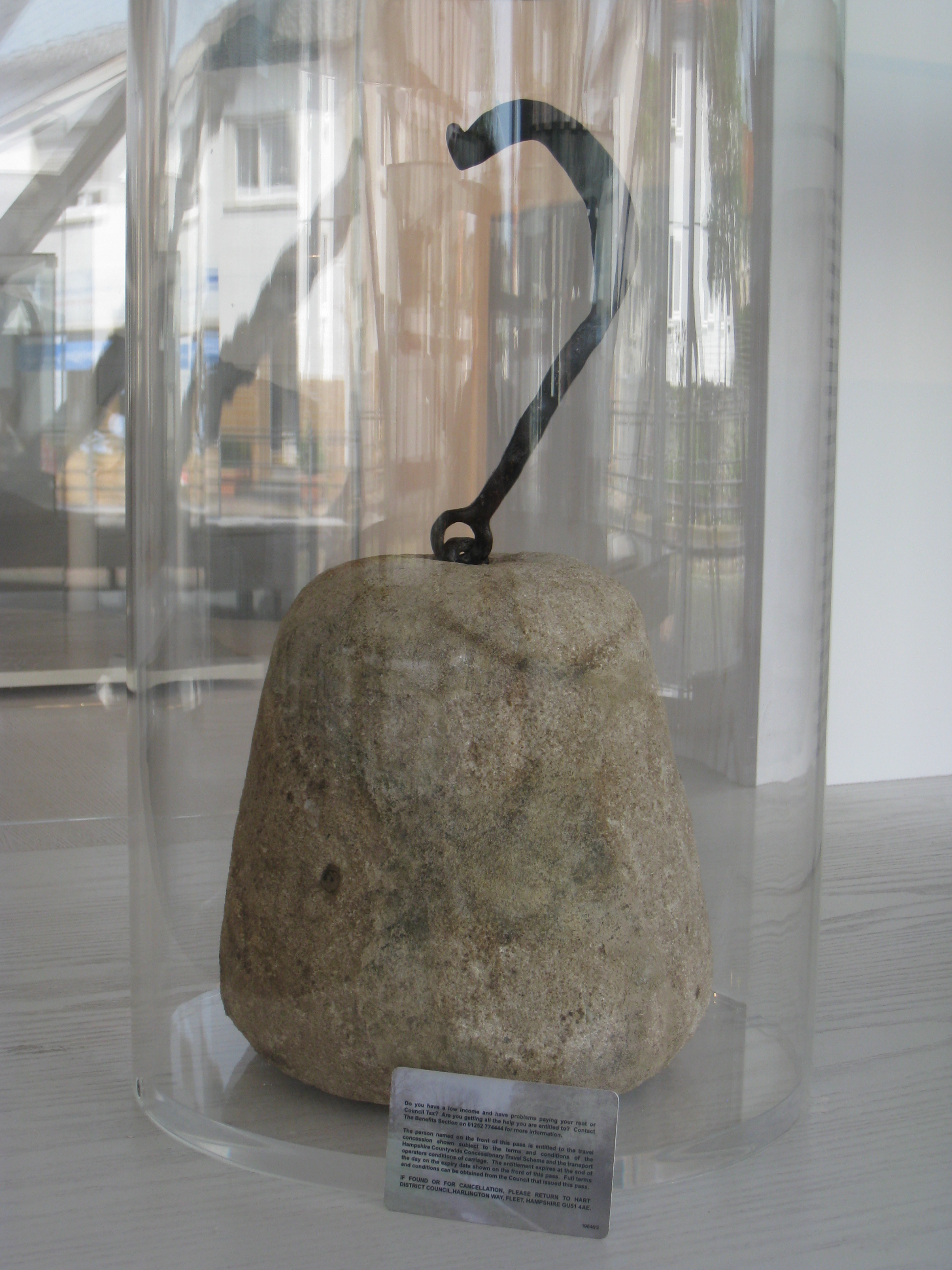
"Pedra" romana (13 kg), Museu Eschborn, Alemanha.

O "stone" (pedra em português) usou-se historicamente para pesar os artigos agrícolas. Por exemplo: vendiam-se as batatas tradicionalmente em stones e meios stones (14 libras e 7 libras respetivamente). Historicamente o número de libras num "stone" variou por causa do artigo a ser medido, pois não era o mesmo em todas as vezes e lugares. Exemplos: 
Diferentes artigos pesados em "stones", mas que têm um número diferente de libras:
- Lã: 14, 15, ou 24 libras
- Cera: 12 libras
- Açúcar e especiarias: 8 libras
- Carne de boi e de carneiro: 8 libras

O "stone" também demonstra uma certa quantidade ou peso de alguns artigos. Um "stone" de carne, em Londres, é igual a oito libras; em Hertfordshire, doze libras; na Escócia, dezesseis libras.

## Uso atual
Embora em 1985 a Acta de Pesos e Medidas proibiu o uso do "stone" como uma unidade de medida para fins comerciais (assim como uma unidade suplementária), ainda é usado dentro do Reino Unido como um meio de expressar o peso do corpo humano amplamente. As pessoas nestes países normalmente expressam o seu peso da seguinte maneira: "11 stones 4" (11 stones e 4 libras), em vez de "72 quilogramas" (dito na maioria dos outros países) ou "158 libras" (a maneira convencional de expressar o mesmo peso nos Estados Unidos e Canadá). Seu uso familiar estendeu-se de forma rápida no Reino Unido, comparando-se com outras unidades imperiais (como o pé, a polegada, e a milha) que já foram substituídas completamente (ou em parte) pelas unidades métricas, consideradas agora de uso oficial naquele país. As distâncias ou comprimentos, e as unidades de velocidade, ainda se expressam oficialmente em jardas, milhas e MPH no Reino Unido, e dento do uso oficial, as medidas de massa se expressam em "stones" e "quilogramas" para o peso do corpo humano.  
Canadá usa o sistema métrico atualmente. 
Fora do Reino Unido, o "stone" pode ser usado também para expressar o peso do corpo nos contextos casuais de outros países da Commonwealth.